# La Fille des neiges (film, 1952)
Pour les articles homonymes, voir La Fille des neiges.

Image extrait du film

La Fille des neiges (Snegurochka / Снегурочка) est un film d'animation soviétique de long métrage réalisé par Ivan Ivanov-Vano sorti en 1952.
Ce film est une adaptation de l'opéra La Demoiselle des neiges de Rimski-Korsakov, lui-même tiré de la pièce homonyme d'Alexandre Ostrovski, sur un thème russe traditionnel.

## Synopsis
L'hiver s'achève, et le Ded Moroz se prépare à rentrer dans le nord. Mais sa fille au cœur glacé Snégourotchka après avoir entendu les chansons de Lel (le dieu slave de l'amour et du mariage) veut rester au royaume de Berendeï. Elle demande à sa mère — la belle femme le Printemps — fondre son cœur...

## Fiche technique
- Titre : La Fille des neiges
- Titre alternatif : La Demoiselle des neiges
- Titre original russe : Snegurochka / Снегурочка
- Réalisation : Ivan Ivanov-Vano
- Second réalisateur : Alexandra Snejko-Blotskaïa
- Scénario : Ivan Ivanov-Vano et Alexandra Snejko-Blotskaïa d'après Alexandre Ostrovski
- Musique : Nicolaï Rimski-Korsakov dans l'adaptation de Lev Schwartz (ru)[pas clair]
- Photographie : Nikolaï Voïnov (ru), Elena Petrova (ru)
- Direction artistique : Lev Miltchine (ru), Viktor Nikitine (ru), Nadejda Stroganova
- Animation : Roman Davydov, Roman Katchanov, Viatcheslav Kotionotchkine, Vladimir Arbekov (ru), Mikhaïl Botov (ru), Valentin Lalayants (ru), Boris Boutakov (ru), Vladimir Danilevitch (ru), Nadejda Privalova (ru), Lydia Reztsova (ru), Faïna Epifanova (ru), Grigori Kozlov (ru), Constantin Tchikine (ru), Elisaveta Komova, Konstantin Malychev, Konstantin Nikiforov, Vadim Dolguikh, Boris Savkov, Tatiana Fedorova
- Son : Nikolaï Priloutski (ru)

- Société de production : Soyuzmultfilm
- Pays de production :  Union soviétique
- Langue originale : russe
- Durée : 65 minutes
- Date de sortie : 1952

## Distribution des voix
- Irina Maslennikova (ru) : Snégourotchka
- Veronika Borissenko (ru) : Lel
- Anastasia Zouïeva : Bobylikha
- Veniamin Chevtsov : Bobyle
- Leonid Ktitorov : Moroz